# Armenande
Armenande es una aldea perteneciente a la parroquia de Lago, en el concejo de Allande, comarca del Narcea, Principado de Asturias, España.
Se encuentra a una altitud de 660 m s. n. m., y a una distancia de 24,8 km de la capital del concejo, Pola de Allande.